# Estádio Carlos de Alencar Pinto
O Estádio Carlos de Alencar Pinto, mais conhecido como Vovozão, é o estádio oficial e centro de treinamento do Ceará Sporting Club. O estádio traz um sistema de drenagem automatizado e tem uma extensão de 110m x 65m, além de três vestiários (equipe profissional, arbitragem e equipe visitante), bancos de reservas tradicionais e espaçosos. O estádio possui capacidade para abrigar 4.000 pessoas e é utilizado em treinos do time profissional e de base, além de partidas a nível nacional, como a Série C e D do Campeonato Brasileiro.
Devido a um incêndio na Arena Castelão, o primeiro jogo da final do Campeonato Brasileiro da Série D de 2020 foi jogado neste estádio, entre as equipes do Floresta e Mirassol. Foi o primeiro jogo profissional a nível nacional realizado nesta praça esportiva, no qual a equipe do Mirassol venceu por 0-1.

## Estrutura
O estádio Carlos de Alencar Pinto é também sede do clube e contém em sua estrutura física diversos itens, como:
- Restaurante (Ceará Sport Bar);
- Museu (Centro Cultural do Ceará Sporting Club)
- CEPRAP (Centro de Preparação e Reabilitação Alvinegro de Porangabussu), constituído por: academia com aparelhos e instalações modernas, além das salas de fisioterapia e departamento médico, piscina;
- Hotel (Hotel Concentração Antônio Góis)
- Vestiário amador;
- Vestiário profissional;
- Sala de imprensa;
- Caixa de areia;
- Refeitório;
- Centro de fisiologia e odontologia;

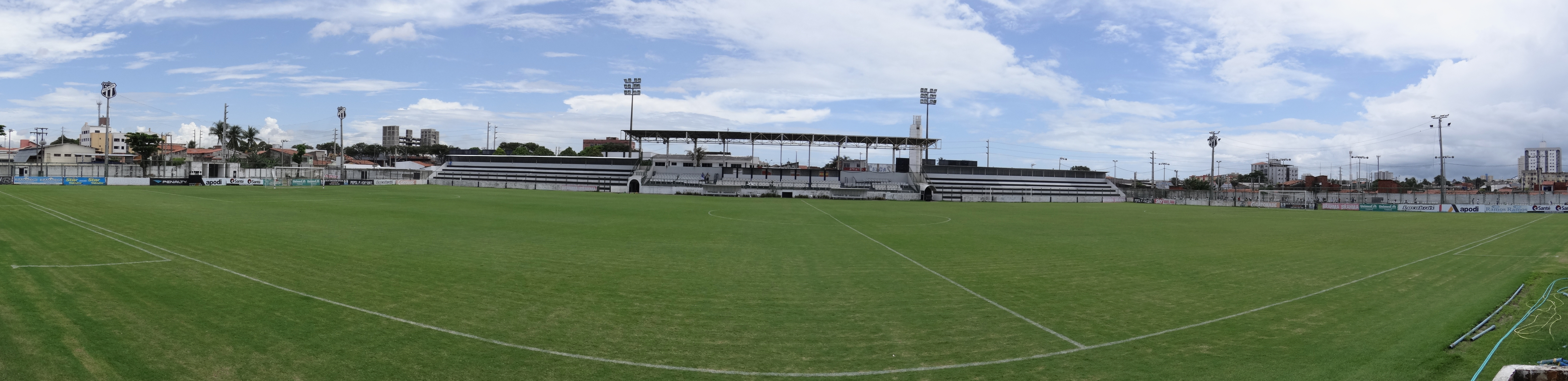
Vista panorâmica Estádio Carlos de Alencar Pinto.

- Alojamentos;
- Lavanderia industrial;
- Outros itens estruturais.